# Željko Joksimović
Željko Joksimović (Жељко Јоксимовић) är en artist och låtskrivare född 20 april 1972 i Belgrad, Serbien (dåvarande Jugoslavien).
Han är en av de mest säljande artisterna i Serbien och de övriga länderna i det forna Jugoslavien, där han turnerar flitigt. Han har haft flera framgångar, exempelvis med låten Supermen, där han sjunger tillsammans med den bosniske sångaren Dino Merlin.

## Karriär
Endast 12 år gammal vann Željko ett pris vid en musikfestival i Paris i Frankrike. Han studerade sedan vid University of Musical Arts i Belgrad. Han är en av få musiker som kan spela så många som 14 olika instrument. Hans professionella musikkarriär började under 1990-talet då han årligen såg framgång som kompositör vid vårfestivalen i Belgrad. Han komponerade även musik åt teaterpjäser. Genombrottet kom då han vann den nationella uttagningen till Eurovision Song Contest 2004. I december 2005 sålde hans fjärde album över en halv miljon exemplar. Vid denna tidpunkt började han även komponera musik till filmer. Hans låt "Devojka" blev en hit i samband med hans vinst i den sjätte regionala Balkan-radiofestivalen i september 2007.

### Eurovision Song Contest
Internationellt sett är han mest känd för sin medverkan i Eurovision Song Contest.
| År   | Land                    | Låt                 | Roll                      | Placering | Poäng | Övrigt |
| ---- | ----------------------- | ------------------- | ------------------------- | --------- | ----- | --- |
| 2004 | Serbien och Montenegro  | "Lane Moje"         | Sångare Låtskrivare       | 2         | 263   | Vann semifinalen med samma poäng men förlorade finalen mot ukrainska Ruslana.                                                |
| 2006 | Bosnien och Hercegovina | "Lejla"             | Låtskrivare               | 3         | 229   | Framförd av Hari Mata Hari. Landets hittills bästa placering.                                                                |
| 2008 | Serbien                 | "Oro"               | Låtskrivare Programledare | 6         | 160   | Framförd av Jelena Tomašević på hemmaplan i Belgrad. Ẑeljko var även programledare detta år tillsammans med Jovana Janković. |
| 2012 | Serbien                 | "Nije Ljubav Stvar" | Sångare Låtskrivare       | 3         | 214   | - |
| 2015 | Montenegro              | "Adio"              | Låtskrivare               | 13        | 44    | Framförd av Knez. Landets hittills bästa placering.                                                                          |

2004 framförde han det egenkomponerade bidraget Lane Moje och tog det då debuterande Serbien-Montenegro till andra plats i finalen. Låten handlar om rädslan att bli förälskad i samma kvinna på nytt.
I Eurovision Song Contest 2006 medverkade han som kompositör till det bosniska bidraget Lejla, framfört av Hari Mata Hari.
Han ledde Eurovision Song Contest 2008 i Belgrad tillsammans med kollegan Jovana Janković. Dessutom skrev han musiken till låten "Oro" som var Serbiens bidrag det året, framfört av Jelena Tomašević.
I maj 2012 deltog han återigen i Eurovision Song Contest. Detta då han blev utvald av Serbiens nationella TV-bolag Radio-televizija Srbije att tävla för landet. Joksimović deltog med låten "Nije ljubav stvar". Han deltog i den andra semifinalen den 24 maj. Han tog sig vidare till finalen som hölls den 26 maj och där hamnade han på tredje plats med 214 poäng.

## Privatliv
I januari 2012 gifte han sig med kollegan Jovana Janković i Maldiverna.

## Diskografi

### Album
- 1999 Željko Joksimović - Željko Joksimović [City Records]
- 2001 Željko Joksimović - Rintam [City Records]
- 2002 Željko Joksimović - 111 [City Records]
- 2003 Željko Joksimović - The Best Of (najbolje pesme) [City Records]
- 2005 Ivkova slava, The Soundtrack (Željko Joksimović, Jelena Tomašević & Nikola Kojo)
- 2006 Željko Joksimović - Ima nešto u tom što me nećeš [City Records]
- 2007 Željko Joksimović - The Platinum Collection [City Records]
- 2008 Željko Joksimović - Beogradska Arena Live (DVD+CD)

### Singlar
- 2004 Željko Joksimović - Leđa o leđa [City Records]
- 2004 Željko Joksimović - Lane moje CD+DVD [PGP RTS]
- 2004 Željko Joksimović - Lane moje/Goodbye [Warner Music Group]
- 2005 Željko Joksimović & Tamee Harrison - I live my life for you [Automatik Records/Mascom records]
- 2007 Željko Joksimović - Devojka sa polja zelenih [Minacord]
- 2007 Željko Joksimović - Nije do mene [Minacord]

### Singlar (duetter)
- 2005 Tamee Harrison - I live my life for you
- 2005 Dino Merlin - Supermen
- 2002 Haris Džinović - Sta će meni više od toga